# 津基夫西克
50°5′5″N 35°51′49″E / 50.08472°N 35.86361°E
津基夫斯凱（烏克蘭語：Зіньківське）是位於烏克蘭東部的村莊，由哈爾科夫州博霍杜希夫區的佐洛奇夫市鎮負責管轄。該村始建於1924年，面積0.37平方公里，海拔高度171米，2001年人口15，人口密度每平方公里40.7人。